# EBank
Die EBank war die erste Direktbank im südwestafrikanischen Staat Namibia. Sie wurden am 1. August 2013 auf Grundlage einer vorläufigen Banklizenz gegründet und erhielt am 28. Mai 2014 die endgültige Zulassung durch die Bank of Namibia. Sie hatte ihren Sitz in der Hauptstadt Windhoek. 
Als Direktbank bot die Bank Dienstleistungen einer herkömmlichen Geschäftsbank, jedoch ohne eigenes Filialnetz an (mit Ausnahme der Filialen Oshikango und Oshakati). Sogenannte EBank Ambassador (zu deutsch etwa EBank-Botschafter) und vor allem Handelsunternehmen wie zum Beispiel Woermann & Brock übernahmen Aufgaben durch ein physisches Vertriebsnetz. Das Bankgeschäft wurde im Oktober 2014 aufgenommen.
Geschäftsführer war Michael Mukete, Vorstandsvorsitzende Monica Geingos.
Im Oktober 2016 wurde bekannt, dass EBank durch die FNB Namibia zu 100 Prozent übernommen werden soll. Dieses wurde zu Ende März 2017 vollzogen. Danach wurde die Bank als eigenständige Einrichtung und Marke aufgelöst.